# Contrada di Rione San Benedetto
La Contrada San Benedetto è una delle otto contrade facenti parte del Palio di Ferrara.

## L'impresa
L'impresa della contrada raffigura un anello episcopale sormontato da un diamante mentre l'anello è avvolto dalle foglie di un garofano rosso. Assumendo tale sigillo Ercole I d'Este voleva innalzare la potenza raggiunta dagli Este attraverso la politica matrimoniale da lui stesso avanzata: l'anello sta infatti a simboleggiare il legame del ducato estense con lo Stato della Chiesa il quale donò il suddetto anello a Nicolò III d'Este tramite Papa Martino V.
I colori ufficiali sono il bianco e l'azzurro.

## Il territorio
Prima del grande intervento urbanistico attuato nel 1492 Addizione Erculea, l'area occupata dal Rione San Benedetto era divisa in tante piccole contrade, le più conosciute sono rimaste nei moderni toponimi come contrada del Mirasole – dove Ludovico Ariosto aveva la sua abitazione e la contrada del Guazzaduro (della Rosa); si trovano qui, concentrati, alcuni edifici considerati gioielli del Rinascimento, quali Palazzo dei Diamanti, di Giulio D’Este, Palazzo Prosperi-Sacrati, Palazzo Mosti, Palazzo Turchi di Bagno e la Chiesa di San Benedetto.
Essendo un rione, il territorio della Contrada è situato all'interno delle mura ed i suoi confini sono: Barriera di Porta Po, Viale Cavour (lato pari), Corso Ercole I D'Este (lato dispari), Mura degli Angeli fino alla Barriera di Porta Po.
La sede della contrada è in Corso Biagio Rossetti n°5.